# 柑皮症
柑皮症（かんぴしょう、英語: carotenosis）とは、β-クリプトキサンチンやβ-カロテンといったカロテノイド色素の過剰な摂取で皮膚が黄色くなることをいう。β-クリプトキサンチンを多く含むミカン（蜜柑）等、カロテノイド色素が多い食物を極端に過食すると、皮膚がミカンの皮のように黄色になることから、柑皮症といわれる。
掌、足底、鼻などが黄色になりやすい。黄疸でも皮膚が黄色になるが、黄疸は眼球結膜（白目）が黄色くなるのに対して、柑皮症は黄色くならないので区別はできる。
カロテノイド色素が多い食物の過剰摂取を止めれば自然に治るもので、特に治療の必要はない。内分泌異常や代謝異常によって二次的に生じる場合もあるが、これも原疾患を治療すれば軽快するものであり、自覚的な不快感も（醜形恐怖がある場合以外は）皆無であるため、原疾患の治療を優先する。